# Astyanax pampa
Astyanax pampa är en fiskart som beskrevs av Casciotta, Almirón och Maria De Las Mercedes Azpelicueta 2005. Astyanax pampa ingår i släktet Astyanax och familjen Characidae. Inga underarter finns listade.